# Dysimia putilla
Dysimia putilla är en insektsart som beskrevs av Ronald Gordon Fennah 1952. Dysimia putilla ingår i släktet Dysimia och familjen Derbidae. Inga underarter finns listade i Catalogue of Life.